# Fircyk
Fircyk, pustak, świstak, kawaler modny, petit-maître – postać występująca w polskich i francuskich utworach komediowych i wierszach okresu Oświecenia. Charakteryzowała się bezrefleksyjnym naśladowaniem francuskiej mody, zwyczajów, sposobu bycia, rozrzutnością, co wiązało się następnie z próbą bogatego ożenienia się, pogardą dla rodzimej tradycji, filozofią carpe diem. Fircyk nie był postacią wykreowaną przez pisarzy, ale przeniknął do literatury z prawdziwego życia. Pojawiał się już m.in. w komediach Franciszka Bohomolca czy Ignacego Krasickiego, był on wtedy przedstawiany jednoznacznie negatywnie, a jego sposób bycia wyśmiewany. W komediach obyczajowych warszawskich fircyk urósł do rangi jednej z postaci naczelnych – obok damy modnej, waleta i subretki. Zmienił się wtedy sposób przedstawiania fircyka. Komediopisarze nadali mu cechy pozytywne i indywidualne, zaprzestając piętnowania tej postaci – jej ocenę pozostawiali odbiorcy. Zofia Wołoszyńska wyodrębnia dwa typy fircyków: fircyka prymitywnego i fircyka duchownego. O ile ten pierwszy typ charakteryzuje się bezrefleksyjnym przejęciem mody, stylu życia, zachowania na wzór francuski, przy jednoczesnym ignorowaniu filozofii i polityki wieku Oświecenia, to drugi jest wytworem tej epoki. Świadomie odrzucił tradycyjną moralność i sposób myślenia, nie zastępując jej jednak nową filozofią, ale chęcią "przeżycia rozkoszy", postawą hedonistyczną. 
Przykłady w literaturze polskiej: Fircyk w zalotach Franciszka Zabłockiego, „Panna na wydaniu” Adama Czartoryskiego, „Krosienka” Ignacego Krasickiego, Żółta szlafmyca, albo kolęda na nowy rok Franciszka Zabłockiego, „Bigos hultajski, czyli szkoła trzpiotów” Jana Drozdowskiego, wiersz Adama Naruszewicza „Fircyk”.